# لاکمه (شرکت)
لاکمه (انگلیسی: Lakmé، برگرفته از نام اپرای فرانسوی «لاکمه») شرکت لوازم آرایشی هندی است، که در سال ۱۹۵۲ توسط جی. آر. دی. تاتا و سیمون تاتا تأسیس شد.